# スターチスのラブレター
スターチスのラブレターは日本の3人組女性アイドルグループ。
所属事務所は株式会社WAVES。コンセプトは「変わり続けるアイドルシーンに、変わらない王道の『愛』を届ける」ことであり、乃木坂46の元メンバー 畠中清羅とChu☆Oh!Dollyの元メンバー春野絵美里が共同プロデュースを手掛けている。
デビュー楽曲はアイドル界での実績が多数あるkoma'nが作詞＆作曲を手がけ、さまざまなアイドルやタレントの振り付けを手掛けた西田一生などが監修に携わっている。

## 略歴・概要

### 2023年
- 5月1日 オーディション開催が発表された[1]。
- 9月1日 オーディション合格者7名が発表された[2]。
- 9月26日 夏目りんが活動辞退[3]。
- 9月27日 活動名を櫻井澪菜が七瀬愛衣[4]へ、松居未咲が菜森未咲[5]へ変更。
- 10月6日 11月19日に恵比寿ガーデンルームにて6人組ユニットとしてプレデビューすることが発表された[6][7]。
- 11月19日 恵比寿ガーデンルームにて、「スターチスのラブレターお披露目LIVE〜届け、スタラブの愛〜」開催[8]、配信限定アルバム「届け、スタラブの愛」をリリース[9]、「スターチスのラブレター Official Fan Club」を開設[10]。

### 2024年
- 1月14日 SHIBUYA DESEOにて、スターチスのラブレター単独公演『届け、スタラブの愛 』Vol.2 を開催[11]。
- 2月1日 配信限定シングル「やぶれかぶれラブレター」をリリース[12]
- 6月15日 スターチスのラブレター単独公演『届け、スタラブの愛 Vol.3』[13]
- 9月7日 配信限定シングル「プロミスユー」をリリース[14]
- 9月15日 横浜アリーナで開催された @JAM EXPO 2024 に初出演[15] [16]。
- 9月15日 配信限定シングル「キミにDIVE！」をリリース[17]
- 10月20日 スターチスのラブレター単独公演「スターチスのラブレター 1st ANNIVERSARY 東名阪ツアー『届け、スタラブの愛』大阪公演」[18]
- 10月21日 配信限定シングル「恋の隠し味」をリリース[19]
- 10月20日 スターチスのラブレター単独公演「スターチスのラブレター 1st ANNIVERSARY 東名阪ツアー『届け、スタラブの愛』名古屋公演」[20]
- 11月5日 2024年12月14日に音海芙有、月野恭佳、七瀬愛衣が卒業することが発表された。 [21]
- 11月19日 スターチスのラブレター単独公演「スターチスのラブレター 1st ANNIVERSARY 東名阪ツアー『届け、スタラブの愛』東京公演」[22]
- 11月24日 新メンバーオーディションが開始された。[23]
- 12月14日 音海芙有、月野恭佳、七瀬愛衣の卒業ライブが開催された。 [24]

### 2025年
- 2月11日 2025年3月30日に現体制での活動を終了することが発表された。[25]
- 3月30日 「スターチスのラブレター 現体制終了公演」が開催された。[26]

## メンバー
| 名前 | 担当色 | 生年月日 | 血液型 | 身長 | 出身地 | 趣味 | 特技 | 備考 |
| ---- | ------ | -------- | ------ | ---- | ------ | ---- | ---- | ---- |

## 旧メンバー
| 名前                          | 担当色           | 生年月日       | 血液型 | 身長  | 出身地 | 趣味                                   | 特技                         | 備考 |
| ----------------------------- | ---------------- | -------------- | ------ | ----- | ------ | -------------------------------------- | ---------------------------- | --- |
| 月野 恭佳 (つきの きょうか)   | 黄色             | 2004年4月14日  | B型    | 156cm | 石川県 | ホラーゲーム、Tiktokとること、寝ること | バドミントン                 | 以前は宮下恭佳という名前で活動していた。 卒業理由は演劇の仕事に挑戦するため。                                               |

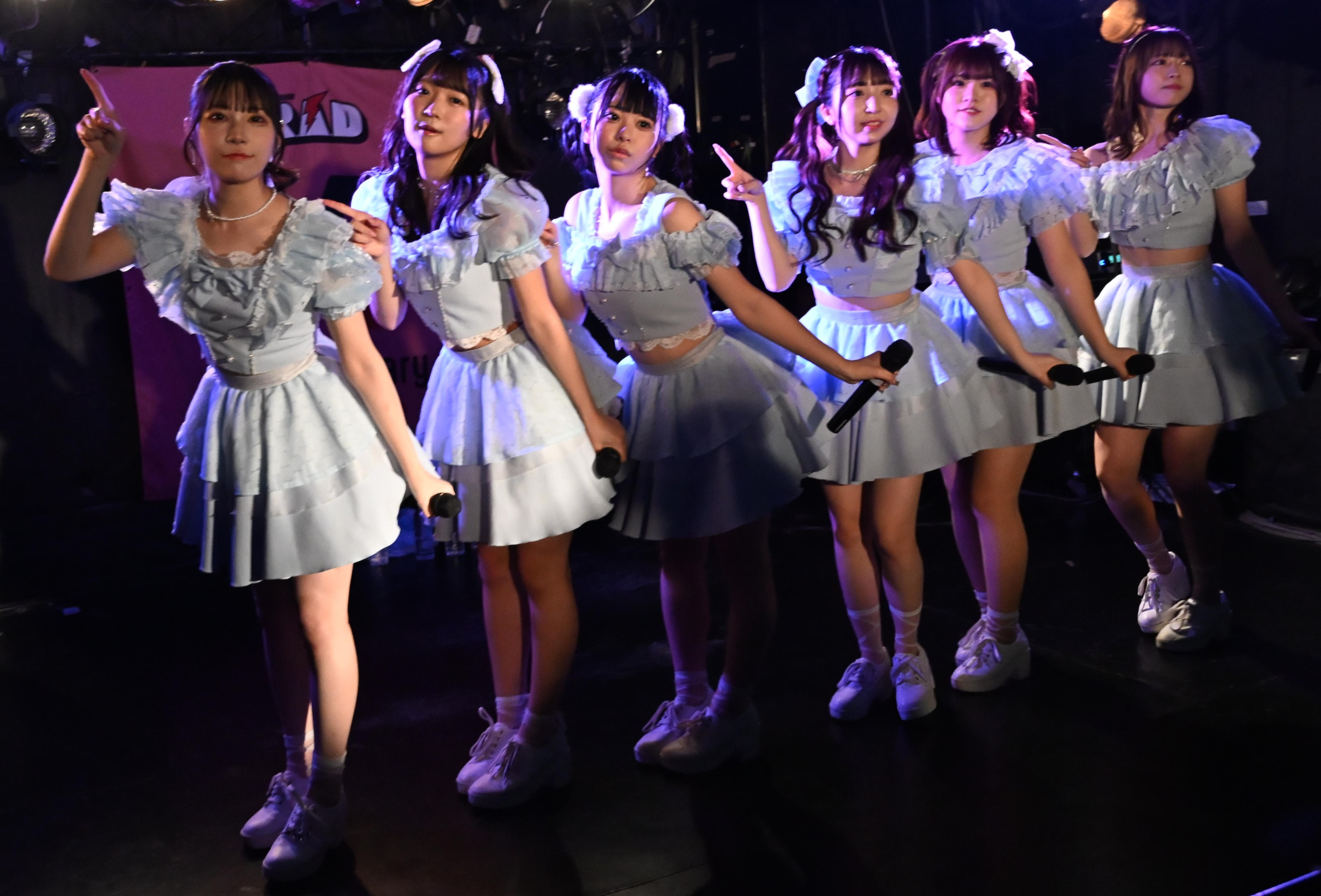
スターチスのラブレター（2023年11月19日～2024年12月14日）、メンバー名：左から音海 芙有、七瀬 愛衣、神崎 あゆか、山下 桜夢、月野 恭佳、菜森 未咲）、ライブ情報：スターチスのラブレター 1st ANNIVERSARY 東名阪ツアー『届け、スタラブの愛』名古屋公演、場所：Live House R.A.D、日付：2024年10月27日

| 七瀬 愛衣 (ななせ あい)       | あか             | 2006年9月9日   | A型    | 158cm | 静岡県 | おぱんちゅうさぎのグッズを集めること。 | ヘアアレンジ                 | Peel the Apple新メンバーオーディションファイナリスト 櫻井澪菜から改名 2025年4月24日にFES☆TIVEに、七瀬あいという名前で加入。 |
| 音海 芙有 (おとみ ふう)       | ぽわぽわぱーぷる | 2003年7月15日  | A型    | 155cm | 東京都 | ガチャガチャをすること                 | 誰でとでも仲良くできるところ | |
| 神崎 あゆか (かんざき あゆか) | ミルクホワイト   | 2006年10月25日 | A型    | 152cm | 埼玉県 | アイドルさんを応援する事               | オーボエ                     | 高校3年生。 Blueberry Girls 現メンバー。                                                                                    |
| 山下 桜夢 (やました みゆ)     | ベビーピンク     | 2002年8月2日   | A型    | 153cm | 東京都 | アイドルのライブを見ること             | 前髪を綺麗に切る事           | 以前はRa＊papillonにて葉月実夢の名前で活動していた。                                                                        |
| 菜森 未咲 (なもり みさき)     | ミントグリーン   | 2002年11月2日  | A型    | 158cm | 北海道 | 料理、野球観戦                         | パン作り                     | 活動名を松居未咲から変更した。青山学院大学を卒業した（2025年3月25日）。なみだ色の消しゴム 現メンバー。                      |

## ディスコグラフィ

### シングル
| #         | タイトル                   | 作詞           | 作曲           | 時間 |
| --------- | -------------------------- | -------------- | -------------- | ---- |
| 1.        | 「やぶれかぶれラブレター」 | ヤマモトショウ | ヤマモトショウ | 4:01 |
| 合計時間: | 合計時間:                  | 合計時間:      | 合計時間:      | 4:01 |

| #         | タイトル         | 作詞      | 作曲      | 時間 |
| --------- | ---------------- | --------- | --------- | ---- |
| 1.        | 「プロミスユー」 | 浜田果歩  | 浜田果歩  | 4:11 |
| 合計時間: | 合計時間:        | 合計時間: | 合計時間: | 4:11 |

| #         | タイトル         | 作詞       | 作曲       | 時間 |
| --------- | ---------------- | ---------- | ---------- | ---- |
| 1.        | 「キミにDIVE！」 | 河村カツキ | 河村カツキ | 3:53 |
| 合計時間: | 合計時間:        | 合計時間:  | 合計時間:  | 3:53 |

| #         | タイトル       | 作詞                 | 作曲      | 時間 |
| --------- | -------------- | -------------------- | --------- | ---- |
| 1.        | 「恋の隠し味」 | kenchang、春野絵美里 | kenchang  | 3:29 |
| 合計時間: | 合計時間:      | 合計時間:            | 合計時間: | 3:29 |

### アルバム
| #         | タイトル                       | 作詞       | 作曲       | 時間  |
| --------- | ------------------------------ | ---------- | ---------- | ----- |
| 1.        | 「可愛くなれちゃう、無限大！」 | koma'n     | koma'n     | 3:59  |
| 2.        | 「始まりの合図」               | 河村カツキ | 河村カツキ | 4:36  |
| 3.        | 「ラブユハ」                   | 河村カツキ | 河村カツキ | 3:44  |
| 4.        | 「恋のテストは放課後に」       | 春野絵美里 | kenchang   | 3:36  |
| 5.        | 「Snow moment」                | 春野絵美里 | kenchang   | 4:56  |
| 6.        | 「すきキュン」                 | 春野絵美里 | kenchang   | 3:47  |
| 合計時間: | 合計時間:                      | 合計時間:  | 合計時間:  | 24:38 |

## ライブ・イベント

### ワンマンライブ
- 『届け、スタラブの愛』（＠恵比寿ガーデンルーム、2023年11月19日）
- 『届け、スタラブの愛』Vol.2（＠SHIBUYA DESEO、2024年1月14日）
- 『届け、スタラブの愛 Vol.3』（＠代官山SPACE ODD、2024年6月15日）
- スターチスのラブレター 1st ANNIVERSARY 東名阪ツアー『届け、スタラブの愛』大阪公演（＠Yogibo HOLY MOUNTAIN、2024年10月20日）
- スターチスのラブレター 1st ANNIVERSARY 東名阪ツアー『届け、スタラブの愛』名古屋公演（＠Live House R.A.D、2024年10月27日）
- スターチスのラブレター 1st ANNIVERSARY 東名阪ツアー『届け、スタラブの愛』東京公演（＠duo MUSIC EXCHANGE、2024年11月19日）
- 『スターチスのラブレター 現体制終了公演』（＠SHIBUYA ONE5 2025年3月30日）